# Florida francese

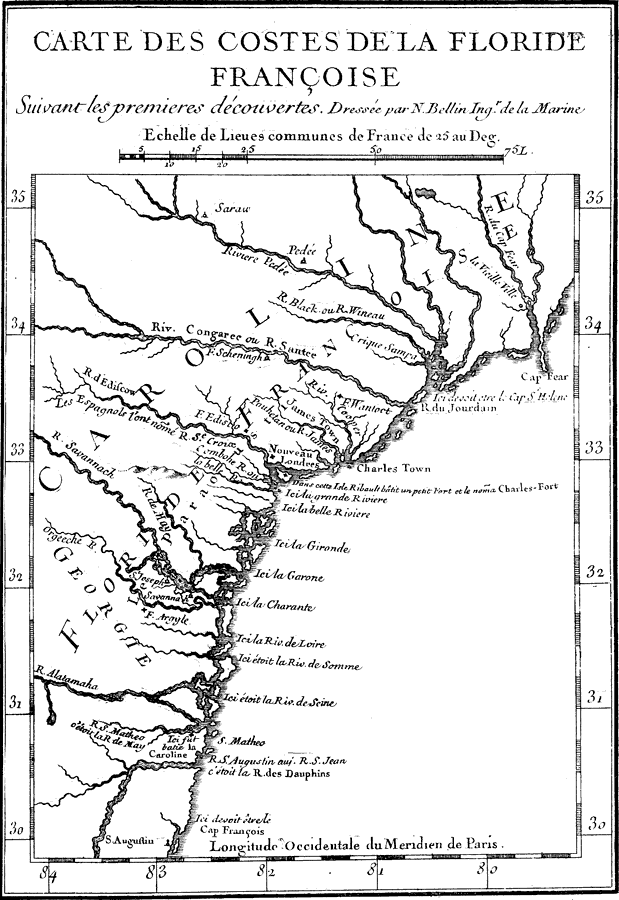
La Florida francese nel 1562, di N. Bellin, XVIII secolo

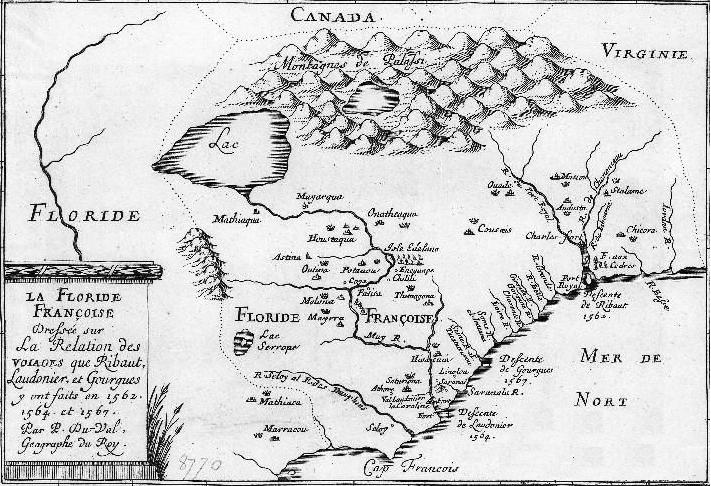
Floride françoise di Pierre du Val, XVII secolo

La Florida francese (Floride française) fu un territorio coloniale, occupato dagli ugonotti francesi tra il 1562 ed il 1565.
Il tentativo coloniale venne iniziato a seguito dei piani del leader degli ugonotti, l'ammiraglio di Francia Gaspard de Coligny, per creare nel Nuovo Mondo, delle colonie dove i suoi correligionari protestanti, perseguitati in Europa, avrebbero potuto stabilirsi in sicurezza. Il primo fallimentare tentativo del genere era stato tentato in Brasile, col nome di Francia Antartica.
Un primo sbarco in Florida, venne tentato da Jean Ribault, seguito da René Goulaine de Laudonnière, nel 1562, prima di muoversi verso nord, dove fondò la base di Charlesfort, sulla Parris Island, (Carolina del Sud). L'anno successivo Charlesfort venne abbandonata, a causa di difficoltà e conflitti interni. Tutti i coloni, tranne uno, ritornarono in Francia.

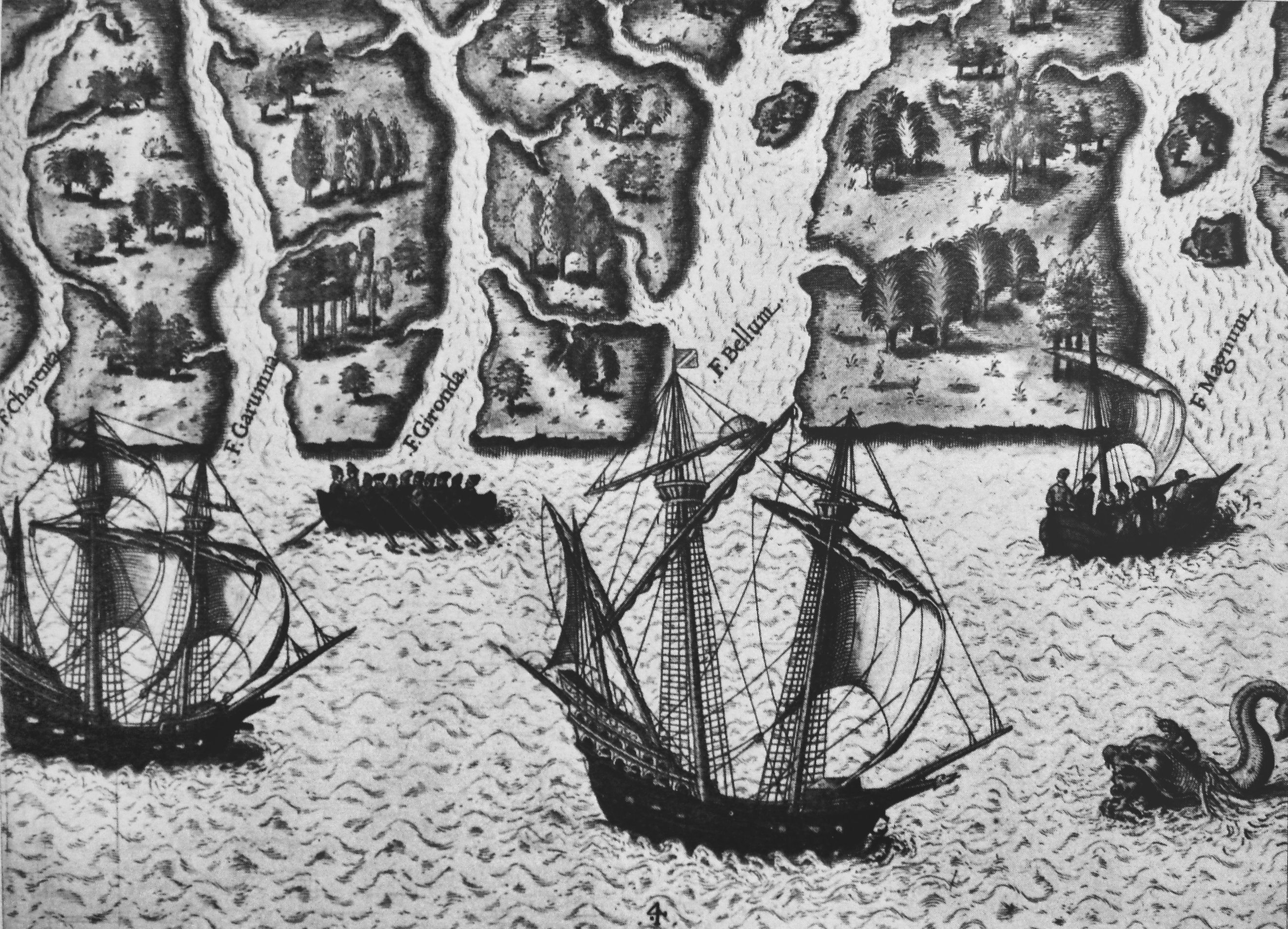
Esplorazione della Florida da parte di Ribault e Laudonniere, 1564, di Le Moyne de Morgues.

Nel 1564, René Goulaine de Laudonnière ritornò dalla Francia, questa volta per stabilirsi a Fort Caroline, sul territorio dove ora sorge Jacksonville.
La base francese venne distrutta dagli spagnoli nel 1565 e tutti gli Ugonotti passati durante la guerra tra i due stati europei.
Nel 1568, Dominique de Gourgue organizzò una rappresaglia e, con l'aiuto dei suoi alleati gli indiani Saturiwa, Potano e Mayaca, massacrò a sua volta la guarnigione spagnola. Ma questa vittoria non venne capitalizzata.
Bisognerà attendere il XVIII° secolo per rivedere le truppe francesi in Florida, con la presa di Pensacola del 1719 nella Florida spagnola e fino all'abbandono finale di Pensacola nel 1726.

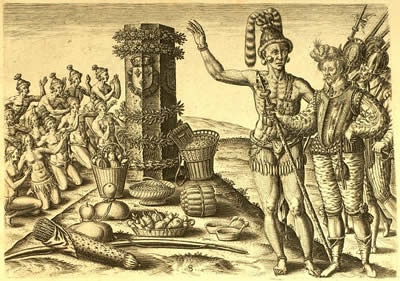
Athore, figlio del re Timucuan Saturiwa, mostra a Laudonnière il monumento eretto da Jean Ribault nel 1562.

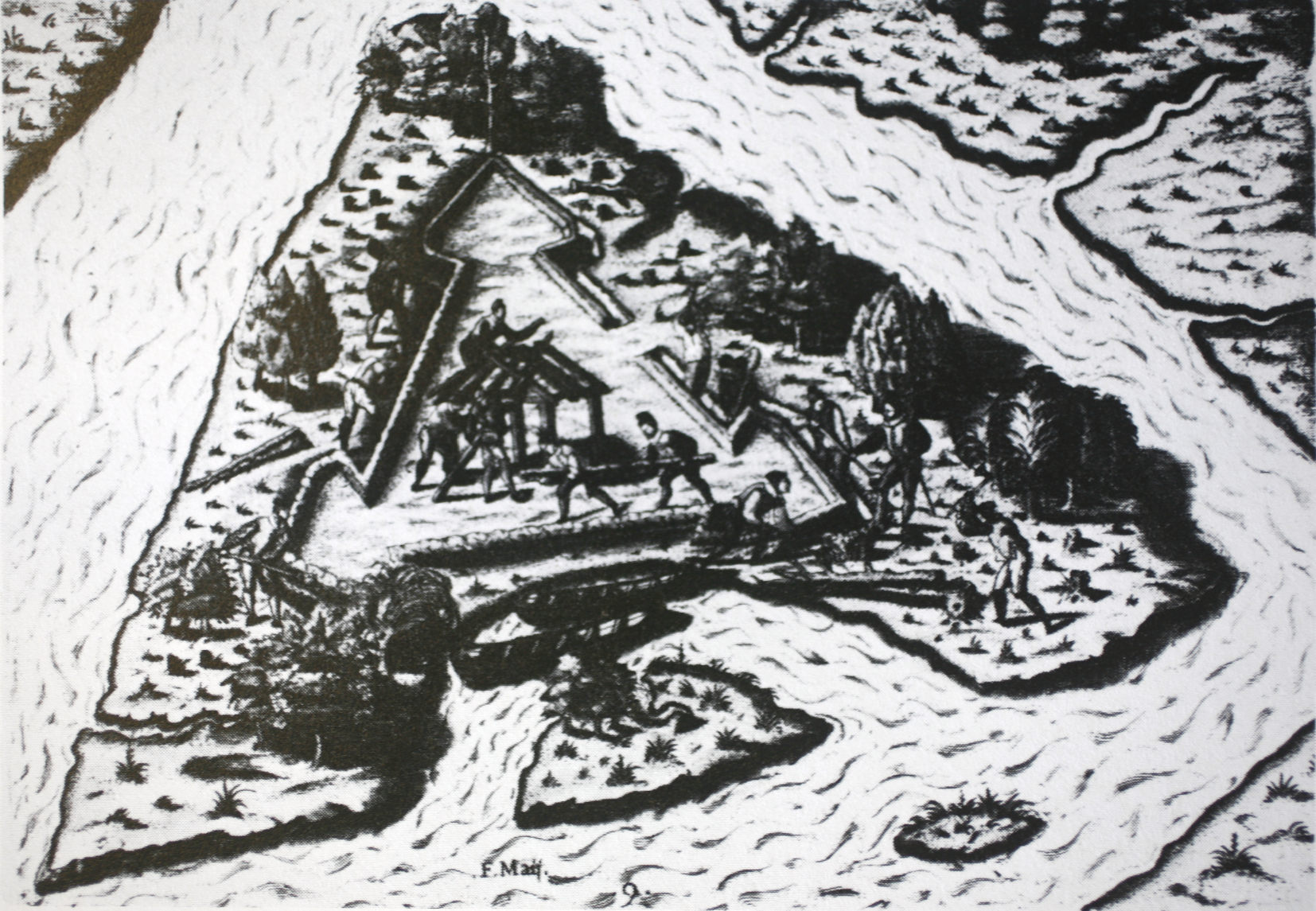
Fondazione di Fort Caroline.